# Oostriku
Oostriku (est. Oostriku jõgi) – rzeka w środkowej Estonii. Rzeka ma źródła nieopodal miejscowości Vao. Wpada do rzeki Põltsamaa na zachód od rezerwatu przyrody Endla. Ma długość 13,7 km i powierzchnię dorzecza 39,2 km².